# Traductions du Seigneur des anneaux

Le Seigneur des anneaux de J. R. R. Tolkien est paru dans sa langue originale, l'anglais, en 1954 et 1955. Depuis, il a été traduit dans une vingtaine d'autres langues.
Tolkien, expert en philologie germanique, a étudié avec soin les traductions prévues et parues de son vivant et les a abondamment commentées, tant du point de vue du processus de traduction que de son œuvre en tant que telle. Afin d'aider les traducteurs, et parce qu'il juge certains choix des premiers traducteurs du livre malheureux, Tolkien rédige en 1966-1967 une « Nomenclature of The Lord of the Rings », publiée en 1975 sous le nom de « Guide to the Names in The Lord of the Rings ».
Tolkien présente Le Seigneur des anneaux comme une traduction du Livre rouge de la Marche de l'Ouest, l'anglais du premier étant censé représenter le westron du second. S'ajoute à cela un jeu complexe avec les autres langues présentes dans le livre : les noms des Rohirrim sont en vieil anglais, parce que la relation entre la langue des Rohirrim et le westron s'apparente à celle unissant le vieil anglais à l'anglais moderne. De la même façon, les noms des Nains, supposés être dans la langue de Dale, sont rendus en vieux norrois. Ce jeu linguistique est une difficulté supplémentaire pour les traducteurs.

## Premières traductions
Les premières traductions du Seigneur des anneaux sont celles en néerlandais (1956-1957) et en suédois (1959-1961). Les deux prennent des libertés considérables avec le texte d'origine, et ce dès le titre, qui devint In de Ban van de Ring (« Sous la coupe de l'Anneau ») en néerlandais et Sagan om ringen (« Le conte de l'Anneau ») en suédois. Dans les traductions ultérieures, à commencer par la polonaise (Władca Pierścieni, 1961), le titre est traduit littéralement, hormis en japonais (指輪物語, « Légende de l'Anneau ») et en finnois (Taru Sormusten Herrasta, « Légende du Seigneur des Anneaux »).
Tolkien soulève plusieurs objections durant la préparation des traductions néerlandaise et suédoise, notamment à propos de la traduction des noms propres. En dépit d'une correspondance soutenue, les traducteurs ne se plient pas entièrement aux volontés de Tolkien.

### Traduction néerlandaise
Concernant la traduction de Max Schuchart, Tolkien écrit à Rayner Unwin en juillet 1956 :

« En principe, je m'oppose aussi fermement que possible à toute "traduction" de la nomenclature (même si on la confiait à une personne compétente). Je demande pourquoi un traducteur pourrait croire qu'il est amené ou autorisé à faire une telle chose. Que ce soit un monde "imaginaire" ne lui donne aucun droit de le remodeler à sa guise, même s'il était capable de créer en quelques mois une nouvelle structure cohérente, qu'il m'a fallu à moi des années pour mettre au point. [...] Puis-je dire dès maintenant que je ne tolérerai pas ce genre de bricolage de la nomenclature des noms de personnes. Pas plus qu'avec le terme Hobbit. »

À ce jour, la traduction de Schuchart reste la seule version néerlandaise officielle ; elle vaut à son auteur le prix Martinus-Nijhoff en 1959. Il existe toutefois une traduction non officielle de E. J. Mensink-van Warmelo, réalisée durant la deuxième moitié des années 1970. Une révision de la traduction de Schuchert est entreprise en 2003, mais l'éditeur Uitgeverij M s'oppose à sa publication en raison du succès mitigé rencontré par la nouvelle traduction allemande du Seigneur des anneaux, parue en 2000.

### Traduction suédoise
Åke Ohlmarks (1911-1984) est un traducteur prolifique : outre Tolkien, il a également traduit en suédois William Shakespeare, Dante Alighieri et le Coran, entre autres. Toutefois, Tolkien déteste sa traduction du Seigneur des anneaux, comme il l'écrit à Rayner Unwin :

« Si l'on convient de la légitimité ou de la nécessité de la traduction (ce dont je ne conviens pas, sauf dans une mesure très réduite), cette traduction ne me paraît pas révéler beaucoup d'habileté, et contient un assez grand nombre de vraies erreurs. Même si elles sont excusables, en raison de la difficulté du matériau, je les trouve regrettables [...] Il me semble assez évident que le Dr O[hlmarks] a fait faux pas sur faux pas, réglant les problèmes à mesure qu'il les rencontrait, sans beaucoup se soucier de la suite ou de la coordination... »

Tolkien pointe du doigt plusieurs erreurs dans cette même lettre : par exemple, les Champs aux Iris (Gladden Fields), une région marécageuse, deviennent des « plaines brillantes » (Ljusa slätterna) chez Ohlmarks. Sa traduction est également incohérente avec elle-même, et il lui arrive de traduire le même nom de plusieurs façons : Isengard apparaît sous les formes Isengard, Isengård, Isendor ou Isendal.
La traduction d'Ohlmarks reste cependant la seule disponible en suédois pendant quarante ans, et jusqu'à sa mort, il resta sourd à toutes les plaintes et demandes de correction des lecteurs. Ce n'est qu'en 2005 qu'une nouvelle traduction suédoise est parue, réalisée par Erik Andersson et Lotta Olsson. Erik Andersson a publié des « notes du traducteur » en 2007 (Översättarens anmärkningar,  (ISBN 978-91-1-301609-2)).
Après la publication du Silmarillion, en 1977, Christopher Tolkien n'autorise la parution d'une traduction suédoise qu'à la condition qu'Ohlmarks n'y soit mêlé en aucune façon. Quelques années plus tard, un incendie touche la demeure d'Ohlmarks et celui-ci accuse des fans de Tolkien de l'avoir allumé. Il publie un livre (Tolkien och den svarta magin, 1982) dans lequel il associe Tolkien à la magie noire et au nazisme et décrit la Tolkien Society comme une société secrète.

## Traductions russes
L'intérêt pour l'œuvre de Tolkien en Russie naît peu après la publication du Seigneur des anneaux, mais le livre, perçu comme une allégorie de la guerre froide, est longtemps interdit par les autorités soviétiques, hormis sous des formes abrégées. Toutefois, de nombreuses traductions samizdat sont réalisées et distribuées sous le manteau. Après l'effondrement du communisme, une dizaine de traductions du Seigneur des anneaux sont publiées, de qualité très inégale.

## Traductions françaises
Publiée par l'éditeur Christian Bourgois en 1972-1973, la traduction initiale en français est due à Francis Ledoux. Christian Bourgois explique alors : « Les éditeurs français n’ont pas publié Le Seigneur des Anneaux après la parution de Bilbo le Hobbit, en 1969, parce que cela représentait des dépenses de traduction très élevées et parce qu’ils estimaient que les Français  ne  pourraient  pas  s’intéresser  à  une  œuvre  qui  était  autant  étrangère  par  ses références. Ils ne voyaient que la légende germanique. ». Le premier tome reçoit le Prix du Meilleur livre étranger en 1973. Il faut attendre 1986 pour que les éditions Bourgois publient un tome 4 contenant la traduction intégrale par Tina Jolas des Appendices et des Index. Toutefois, cette traduction ne s’accorde pas avec celle de Francis Ledoux en ce qui concerne les noms, Treebeard devenant Sylvebarbe chez Ledoux et Barbe Feuillue chez Jolas.
La traduction de Ledoux est longtemps sujette à débat. Vincent Ferré salue ainsi ses descriptions de paysages en particulier. Traducteur réputé de Tennessee Williams, Charles Dickens, Daniel Defoe, Edgar Allan Poe, ses qualités sont certaines, mais son travail contient de nombreuses coquilles et erreurs de traduction, notamment pour les pluriels des noms en quenya : the Valar est ainsi traduit par « le Valar » au lieu de « les Valar ». Ledoux francise Frodo en Frodon et Bilbo en Bilbon, alors qu’il ne l’a pas fait pour sa traduction du Hobbit.
Ferré regrette que des expressions ramènent à un monde extérieur à celui de Tolkien : la « file indienne », « un cousin à la mode de Bretagne », ou encore Dieu. Ces réserves sont cependant à nuancer, dans la mesure où Tolkien lui-même assume son utilisation d'un style moderne et d'éléments d'anglais contemporain dans le texte original, y compris une référence à Dieu dans le Seigneur des Anneaux (Livre V, chapitre 5), quand ce ne sont pas des références à des objets clairement anachroniques (allumettes, parapluies, haut-de-forme, pistolet à piston...). On peut difficilement reprocher à un traducteur français d'avoir modernisé un texte qui l'était déjà. 
Certains contresens sont imputables au fait que Ledoux ne disposait pas du Silmarillion, édité seulement cinq ans plus tard par Christopher Tolkien. Ainsi dans le prologue, la référence à la « mort » d'Elrond et de Galadriel s'explique par une traduction inadéquate du terme departure, qui correspond en revanche pour Boromir à l'acception « mort ». 
Parallèlement à diverses initiatives, Vincent Ferré collabore à un groupe de travail qui constitue entre décembre 2000 et 2003 une première liste de « coquilles » au sens large : coquilles typographiques, omissions ou contresens. Ce projet est mis en veille après la parution d’une nouvelle édition anglaise à l’occasion du cinquantenaire de la première publication. L’éditeur français donne alors la priorité à la publication de textes de Tolkien inédits en français : traduction par Daniel Lauzon, de trois tomes d'Histoire de la Terre du Milieu et la retraduction du Hobbit, traduction des Enfants de Húrin, de La Légende de Sigurd et Gudrún, de La Chute d'Arthur et de Beowulf. Traduction et commentaire.
La traduction du Hobbit annoté, issue d'abord d'un projet de simple révision du texte, et la nouvelle traduction du Hobbit par Daniel Lauzon publiées en 2012 sont très appréciées avec leur meilleur respect des styles utilisés par l'auteur. Il supprime les références au calendrier chrétien (Midsummer’s eve traduit en Saint-Jean devient « à la veille de la Mi-Été ») ou à la mythologie gréco-romaine, comme le dicton du terroir « Out of the frying-pan into the fire » traduit par Ledoux en « tomber de Charybde en Scylla ». Il commence une nouvelle traduction des noms propres comme Oakenshield ou Mirkwood, remplacés par Lécudechesne ou Forêt de Grand'Peur. Le symbolique « Baggins » non traduit en 1969 devenu plus tard « Sacquet » est renommé « Bessac »,. Un apport remarqué du travail de Lauzon concerne les poèmes et chansons : « Quand j'ai commencé à traduire, je n'avais pas de projet spécifique pour les poèmes et chansons. C'est en m'y essayant que j'ai déterminé ce que je serais en mesure de faire. Je connais beaucoup de lecteurs francophones qui m'ont dit : les poèmes, je les saute. Alors que ce n'est pas le cas des anglophones, qui apprécient les poèmes et les chansons du Hobbit et du Seigneur des anneaux. Il était donc important pour moi de les traduire comme on traduit la poésie c'est-à-dire en mettant un peu de côté la lettre (par nécessité) pour se concentrer sur les qualités poétiques. J'ai suivi la métrique tolkienienne autant que faire se peut. Il utilise souvent des vers octosyllabiques et vous en trouverez dans ma traduction ».
L’éditeur Christian Bourgois décide de lancer la nouvelle traduction du Seigneur des Anneaux durant l’été 2013 :« c’est-à-dire qu’après avoir retraduit Le Hobbit, il était beaucoup plus logique de faire la même chose avec Le Seigneur des Anneaux, afin que les deux livres soient enfin harmonisés. De ce point de vue, une révision n’aurait été satisfaisante pour personne. Le projet de “révision”, au début des années 2000, s’est arrêté à une liste partielle de “coquilles”; mais si j’essaie d’imaginer ce que cela aurait donné en fin de compte, je peux vous dire que nous avons ici quelque chose d’assez différent, avec la nouvelle traduction. Une révision ne va jamais aussi loin ». Directeur de collection chez Bourgois, Vincent Ferré est le seul destinataire du travail de Lauzon avant le tirage des épreuves, ce qui lui permet de livrer ses impressions chapitre par chapitre. La nouvelle édition intègre une nouvelle traduction des cartes intégrant les remarques de Christopher Tolkien développées dans l’Histoire de la Terre du Milieu.
Lauzon se montre attentif à respecter la manière de parler propre à chaque personnage. Ferré estime que « Sam ne parle pas comme Frodo, ni comme Gandalf, et Daniel Lauzon a essayé de rendre ces particularités. Il a également le souci des nuances dans les descriptions, les ambiances et les atmosphères. » Il assume de nouveau des évolutions de noms propres comme Mirkwood (devenu « Forêt de Grand'Peur »), que Ledoux traduisait en « Forêt Noire », Ferré justifiant que « dans le meilleur des cas, l'expression rappelle une zone géographique en Allemagne, et, dans le pire des cas, un dessert ! ». Il loue de nouveau son travail sur les chants et poèmes : « Daniel Lauzon nous fait entendre, en essayant de suivre un certain nombre de contraintes poétiques et prosodiques, ce qu'on a souvent oublié : que Tolkien a d'abord été poète ».
Le premier tome d'une nouvelle traduction, assurée par Daniel Lauzon, parait chez Christian Bourgois en 2014 sous le titre La Fraternité de l'anneau après sa nouvelle traduction du Hobbit annoté lancée en 2009. À l'occasion du festival Les imaginales, le prix spécial du jury est décerné à Vincent Ferré, notamment pour la supervision de la nouvelle traduction du Seigneur des Anneaux par Daniel Lauzon. Le second tome Les Deux Tours suit en octobre 2015 et le dernier en 2016.

## Liste de traductions
Note : cette liste n'est pas exhaustive.
| Langue              | Titre                                                   | Année           | Traducteur | Éditeur                                                      |
| ------------------- | ------------------------------------------------------- | --------------- | --- | ------------------------------------------------------------ |
| albanais            | Lordi i unazave                                         | 2003            | Artan Miraka |                                                              |
| allemand            | Der Herr der Ringe                                      | 1969-1970       | Margaret Carroux (de) Ebba-Margareta von Freymann (de) (poèmes) | Klett-Cotta (de), Stuttgart                                  |
| allemand            | Der Herr der Ringe                                      | 2000            | Wolfgang Krege (de) | Klett-Cotta (de), Stuttgart                                  |
| arabe               | سيد الخواتم، (Sayyid al-Khawātim)                       | 2008            | Amr Khairy | Malamih, Le Caire                                            |
| arabe               | سيد الخواتم، (Sayyid al-Khawātim)                       | 2009            | (فرج اللّه سيد محمد) Syed Muhammad Faradjullah | Nahdet Misr, Le Caire                                        |
| asturien            | El Señor de los Aniellos                                | 2020-2024       | Nicolás Bardio | Ediciones Trabe (ast), Oviedo                                |
| basque              | Eraztunen Jauna                                         | 2002-2003       | Agustin Otsoa Eribeko | Txalaparta, Tafalla                                          |
| biélorusse          | Уладар пярсьцёнкаў                                      | 2008-2009       | Dźmitry Mahileŭcaŭ, Kryścina Kurčankova |                                                              |
| brésilien           | O Senhor dos Anéis                                      | 2000-2001       | Lenita M. R. Esteves et Almiro Pisetta | Artenova (pt), Rio de Janeiro Martins Fontes (pt), São Paulo |
| bulgare             | Властелинът на пръстените (Vlastelinăt na prăstenite)   | 1990-1991       | Lyubomir Nikolov | Narodna Kultura, Sofia                                       |
| catalan             | El Senyor dels Anells                                   | 1986-1988       | Francesc Parcerisas i Vázquez (ca) | Vicens Vives, Barcelone                                      |
| Coréen              | 반지전쟁 (Banjijeonjaeng)                               | 1990            | Kim Beon Kim Bo-won Yee Mi-ae | Yemun, Séoul                                                 |
| Coréen              | 반지의 제왕 (Banjieui Jewang)                           | 2001            | Han Ki-chan | Hwanggeum Gaji, Séoul                                        |
| Coréen              | 반지의 제왕 (Banjieui Jewang)                           | 2002            | Kim Beon Kim Bo-won Yee Mi-ae | Siateul Bbrineun Saram, Séoul                                |
| Coréen              | 반지의 제왕 (Banjieui Jewang)                           | 2021            | Kim Beon Kim Bo-won Yee Mi-ae | Arte, Séoul                                                  |
| croate              | Gospodar prstenova                                      | 1995            | Zlatko Crnković (hr) | Algoritam (knjižara) (hr), Zagreb                            |
| danois              | Ringenes Herre                                          | 1968-1972       | Ida Nyrop Ludvigsen | Gyldendal, Copenhague                                        |
| espagnol            | El Señor de los Anillos                                 | 1980            | Matilde Horne (es), Luis Domènech (es) et Rubén Masera | Ediciones Minotauro, Barcelone                               |
| espéranto           | La Mastro de l'Ringoj                                   | 1995-1997       | William Auld |                                                              |
| estonien            | Sõrmuste Isand                                          | 1996-1998       | Ene Aru et Votele Viidemann (et) | Tiritamm (et), Tallinn                                       |
| féroïen             | Ringanna Harri                                          | 2003-2005       | Axel Tórgarð | Stiðin, Hoyvík                                               |
| finnois             | Taru sormusten herrasta                                 | 1973-1975       | Kersti Juva (fi), Eila Pennanen et Panu Pekkanen (fi) | WSOY, Helsinki                                               |
| français            | Le Seigneur des anneaux                                 | 1972-1973       | Francis Ledoux Tina Jolas (appendices) Vincent Ferré & Delphine Martin (avant-propos)                                                                                                | Christian Bourgois, Paris                                    |
| français            | Le Seigneur des anneaux                                 | 2014-2015       | Daniel Lauzon | Christian Bourgois, Paris                                    |
| galicien            | O Señor dos Aneis                                       | 2001-2002       | Moisés Barcia Rodríguez (gl) | Edicións Xerais de Galicia (gl), Vigo                        |
| géorgien            | ბეჭდების მბრძანებელი (Bechdebis Mbrdzanebel'i)          | 2009            | Nika Samushia Tsitso Khotsuashvili (poèmes) | Gia Karchkhadze Publishing, Tbilissi                         |
| grec                | Ο Άρχοντας των Δαχτυλιδιών (O Arhontas ton Dahtilidion) | 1978            | Eugenia Chatzithanasi-Kollia | Kedros, Athènes                                              |
| hébreu              | שר הטבעות (Sar ha-Tabbaot)                              | 1979-1980       | Ruth Livnit Uriel Ofek (poèmes) |                                                              |
| hongrois            | A Gyűrűk Ura                                            | 1985            | Réz Ádám (hu) et Göncz Árpád Tandori Dezső (poèmes) | Európa Könyvkiadó, Budapest                                  |
| indonésien          | Raja Segala Cincin                                      | 2002-2003       | Anton Adiwiyoto, Gita K. Yuliani | Gramedia, Jakarta                                            |
| islandais           | Hringadróttinssaga                                      | 1993-1995       | Þorsteinn Thorarensen (is) Geir Kristjánsson (poèmes) | Fjölvi, Reykjavik                                            |
| italien             | Il Signore degli Anelli                                 | 1967-1970       | Vittoria Alliata di Villafranca (it) | Bompiani, Milan                                              |
| japonais            | 指輪物語 (Yubiwa Monogatari)                            | 1972-1975       | Teiji Seta |                                                              |
| letton              | Gredzenu Pavēlnieks                                     | 2002-2004       | Ieva Kolmane | Jumava, Riga                                                 |
| lituanien           | Žiedų valdovas                                          | 1994            | Andrius Tapinas et Zonas Strelkūnas | Alma littera (en), Vilnius                                   |
| macédonien          | Gospodarot na prstenite                                 | 2002            | Romeo Širilov et Ofelija Kaviloska |                                                              |
| mandarin            | 魔戒之王 (mó jiè zhī wáng)                              | 2001-2002       | Lucifer Chu (朱學恆) |                                                              |
| néerlandais         | In de Ban van de Ring                                   | 1957            | Max Schuchart (nl) | Het Spectrum (nl), Utrecht                                   |
| norvégien (bokmål)  | Krigen om ringen                                        | 1971-1973       | Nils Werenskiold (no) |                                                              |
| norvégien (bokmål)  | Ringenes herre                                          | 1980-1981       | Torstein Bugge Høverstad (no) |                                                              |
| norvégien (nynorsk) | Ringdrotten                                             | 2006            | Eilev Groven Myhren (no) | Tiden Norsk Forlag (no), Oslo                                |
| persan              | ارباب حلقه‌ها (Arbāb-e Halqeha)                          | 2002-2004       | Riza Alizadih | Rawzanih, Téhéran                                            |
| polonais            | Władca Pierścieni                                       | 1961-1963       | Maria Skibniewska (pl) Włodzimierz Lewik et Andrzej Nowicki (poèmes) |                                                              |
| polonais            | Władca Pierścieni                                       | 1996-1997       | Jerzy Łozinski (pl) Mark Obarski (poèmes) |                                                              |
| polonais            | Władca Pierścieni                                       | 2001            | Maria (pl) et Cezary Frąc (pl) (Livres I – IV) Aleksandra Januszewska (Livre V) Aleksandra Jagiełowicz (Livre VI) Tadeusz A. Olszański (pl) (poèmes) Ryszard Derdziński (appendices) | Amber, Varsovie                                              |
| portugais           | O Senhor dos Anéis                                      | 1975            | António Rocha et Alberto Monjardim | Publicações Europa-América                                   |
| russe               | Властелин колец (Vlastelin kolec)                       | 1976 (éd. 2002) | A. A. Gruzberg |                                                              |
| russe               | Властелин колец (Vlastelin kolec)                       | 1982-1992       | V. S. Muravev (Livre II – VI, poèmes) A. A. Kistyakovskij (Livre I) |                                                              |
| russe               | Властелин колец (Vlastelin kolec)                       | 1984 (éd. 1991) | H. V. Grigoreva et V. I. Grushetskij I. B. Grinshpun (poèmes) | Severo-Zapad                                                 |
| russe               | Властелин колец (Vlastelin kolec)                       | 2002            | V. Volkovskij, V. Vosedov et D. Afinogenova | М:АСТ                                                        |
| serbe               | Господар Прстенова (Gospodar Prstenova)                 | 1996            | Zoran Stanojević |                                                              |
| slovaque            | Pán prsteňov                                            | 2001 – 2002     | Otakar Kořínek et Braňo Varsik |                                                              |
| slovène             | Gospodar prstanov                                       | 1995            | Polona Mertelj, Primož Pečovnik et Zoran Obradovič |                                                              |
| slovène             | Gospodar prstanov                                       | 2001            | Branko Gradišnik (sl) | Mladinska knjiga (sl)                                        |
| suédois             | Härskarringen                                           | 1959-1961       | Åke Ohlmarks | Almqvist & Wiksell (sv), Stockholm                           |
| suédois             | Ringarnas herre                                         | 2004-2005       | Erik Andersson (sv) Lotta Olsson (poèmes) | Norstedts                                                    |
| tchèque             | Pán Prstenů                                             | 1990-1992       | Stanislava Pošustová (cs) | Mladá fronta (cs), Prague                                    |
| ukrainien           | Володар Перснів (Volodar persniv)                       | 2003            | A. V. Nemirova | Фолио (Folio)                                                |
| ukrainien           | Володар перстенів (Volodar persteniv)                   | 2004-2005       | Olena Feshovets Nazar Fedorak (poèmes) | Astrolabia, Lviv                                             |